# مسیلمه
مُسَیْلِمه یا (در روایاتی اسلامی، شناخته شده به: مسیلمه کذاب)، لقب ابن کثیر بن حبیب بن الحارث بن عبدالحارث، ملقب به رحمن الیمامه بود. او از قوم بنی حنیفه قبیله‌ای در یمامه بود. در سال دهم هجری قمری اعلام پیامبری کرد. مسیلمه با زنی به نام سجاح که وی نیز اعلام پیامبری کرده بود ازدواج کرد و متحد شد. بر اساس روایات اسلامی، ابوبکر، حبیب بن عبدالله انصاری را برای جلوگیری از ارتداد بنی حنیفه به یمامه فرستاد که به دست مسیلمه کشته شد. پس از آن به دستور ابوبکر سپاه خالد بن ولید به یمامه رفت و در جنگی به نام نبرد یمامه که در سال یازدهم هجری قمری رخ داد مسیلمه شکست خورد و کشته شد. به قولی قاتل او وحشی (قاتل حمزه) بود.
وی مدعی آوردن آیاتی شبیه قرآن شد: «الفیل و ما الفیل، له خرطوم طویل، و له ذنب وبیل» یعنی «چه می‌دانید فیل چیست؟ برای او خرطوم دراز و دم کوتاهی است».

## دیدار با سجاح
سجاح هنگامی که به یربوع رسید در منطقهٔ امواه یا حجر با مسیلمه روبرو گردید و تصمیم گرفت به مسیلمه که او نیز اعلام پیامبری کرده بود و بخش اعظمی از یمامه هنوز تحت تسلط وی بودند، بپیوندد تا اموال خود را به اموال مسیلمه ملحق کند و خود را از لحاظ ثروت و اموال تقویت نماید. مسیلمه که توسط لشکریان دولت مرکزی و قبایل اطراف، تهدید می‌شد، با روبرو شدن با سجاح که ناامید از آرزوهایش شده بود، یک شانس برای تجدید قوا پیدا نمود. اما این اتحاد نیز برای مسیلمه کارساز نشد. در مورد دیدار سجاح و مسیلمه، روایت قابل اتکایی موجود نیست.
یک روایت حاکی از آن است که این دو به توافق رسیدند و هر کدام برای خود وظایفی تعیین نموده و تصمیم به اتحاد دینی و دنیوی گرفتند و با همدیگر ازدواج نمودند و سجاح تا پایان کار مسیلمه و کشته شدن وی، با مسیلمه بود. طبری در باب اتحاد این دو روایاتی مستهجن گونه ارائه می‌دهد و این اتحاد را رابطه ای نامشروع می‌داند که دانشنامه اسلام این روایات را احتمالاً جعلی می‌داند و معتقد است که این مهم، بیشتر یک اتحاد سیاسی بوده‌است تا یک رابطه نامشروع جنسی. بر طبق این روایات، جشن ازدواج این دو در باغی محصور برگزار گردید و در همان باغ، مسیلمه بعداً کشته شد.
روایت دیگر در مورد سجاح و مسیلمه حاکی از آن است که مسیلمه با وی ازدواج کرد اما بعداً وی را طلاق داد و سجاح به قبیله خود بازگشت. روایت سوم به ازدواج این دو اشاره نمی‌کند و می‌گوید که مسیلمه، سجاح را ترغیب به اتحاد علیه مسلمانان نمود تا از این رهگذر از دست رقیبش سجاح خلاص شود. اما سجاح پیشنهادش را رد کرد. مسیلمه به وی گفت اگر با وی متحد شود، غلات نصف سال یمامه متعلق به سجاح باشد. سجاح مدام مخالفت می‌کرد تا آنجایی که مسیلمه پیشنهاد کرد که نصف غلات سال بعد نیز به همراه نصف غنیمت بدست آمده نیز مال سجاح باشد و سجاح سرانجام پذیرفت و نمایندگانش را به همراه مسیلمه ترک کرد تا استراحت کند و خویشاوندانش نیز خستگی به در کنند. نصف دیگر غنیمت هیچگاه حاصل نشد، زیرا مسیلمه در جنگ با دولت مرکزی شکست خورد و توسط سپاه خالد بن ولید، پیش از آنکه غلات سال بعد را برداشت کند، کشته شد.

## نبرد یمامه
نبرد یمامه یا جنگهای ردّه جنگ سختی بود که در ۶۳۲ (میلادی)، میان پیروان مسیلمه و مسلمانان به وقوع پیوست. مسیلمه در اواخر عمر محمد پیامبر اسلام، ادعای پیامبری کرده بود. وی با یکی دیگر از مدعیان نبوّت که زنی به نام سجاح بود، ازدواج کرد و به تدریج پیروان زیادی گرد او جمع شدند.
پس از درگذشت محمد، خطراتی اسلام را تهدید می‌کرد و از مهمترین آنها مسیلمه بود. پس از اینکه ابوبکر خلیفه شد، سپاهی را به فرماندهی خالد بن ولید به سمت یمامه گسیل داشت.
مسلمانان هنگامی که به یمامه رسیدند، با دسته‌ای از یاران مسیلمه برخورد کردند. در آنجا جنگ سختی میان مسلمین با سپاه مسیلمه درگرفت. این جنگ به نام ناحیه‌ای که جنگ در آن به وقوع پیوسته‌است به جنگ یمامه معروف است.
در این نبرد گروه زیادی از مسلمانان نیز کشته شدند که تعداد پنجاه و هشت نفر از مهاجر و انصار در میان آنها بودند و از این شماره سیزده نفر آنان، کسانی بودند که در جنگ بدر حضور داشتند.

## لشکرآرایی
ابوبکر فرماندهی سپاه مسلمانان در جنگ‌های رده را عمدتاً به بزرگانی از قبیله قریش از جمله تیره بنو عبدشمس شامل یزید بن ابوسفیان، خالد بن اسید بن ابی العاص، خالد بن سعید عاص و تیره بنی مخزوم شامل خالد بن ولید، عکرمه بن ابی جهل و مهاجر بن ابی امیه سپرد و کمتر کسی از مهاجران نخستین و انصار را به فرماندهی گماشت. همچنین با شروع فتوحات، فرماندهی سپاه عراق را به خالد بن ولید و فرماندهی سپاه شام را به یزید بن ابی سفیان سپرد. ویلفرد مادلونگ بر این نظر است که وی قصد داشت به این ترتیب رضایت خاطر قریش را از خلافت جدید فراهم سازد.
ابوبکر به سپاهش گفته بود با هرکه به اسلام گروید ستیز نکنند. سجاح بنت حارث به سوی قومش، بنی تغلب زمانی که از لشکرکشی مسلمانان به سویش آگاه شد عقب‌نشینی کرد، او زمان عمر بن خطَّاب تسلیم شد. مسلمانان مالک بن نویره و یارانش را اسیر کردند و ضرار بن ازور او را کشت، در حالی که وی و قبیله اش اسلام آورده بودند، ولی به دلیل هم پیمان شدن وی با سجاح علیه دستگاه خلافت و نپرداختن زکات، کشته شد.
گردانی از سپاه مسلمانان، به فرماندهی شرحبیل بن حسنه به دست نیروهای مُسیلمه، که مدعی نبوت بود، شکست خورد. سپس خالد بن ولید به او یاری رساند و با مُسیلمه و هم‌پیمانانش از قبیلهٔ بنی حنیفه، ستیز کرد و تعداد زیادی از آن‌ها را به قتل رساند. مسیلمه خودش هم به دست وحشی بن حرب پس از مبارزه طلبیده شدن کشته شد. بعد از شکست دادن مُسیلمه، گروه‌های از اسلام برگشته یکی پس از دیگری از دست مسلمانان شکست خوردند تا به کلی این خیزش سرکوب شد و عرب‌ها خود را برای یورش به عراق، سوریه و مصر آماده کردند.